# ویلیام هیوستون (بازیگر)
ویلیام هیوستون (انگلیسی: William Houston) که گاهی با نام ویل هیوستون (انگلیسی: Will Houston) نیز شناخته می‌شود، بازیگر اهل انگلستان است.

## اوایل زندگی و حرفه
ویلیام هیوستون در ساسکس، انگلستان به دنیا آمد و در ایرلند شمالی بزرگ شد.
او تحصیلات خود را در مدرسه مرکزی سلطنتی گفتار و نمایش گذراند و در طول فعالیت حرفه‌ای خود نقش‌های برجسته متعددی در تئاترهای کلاسیک ایفا کرده است.
از جمله نقش‌های برجسته هیوستون می‌توان به نقش ترویلوس در نمایش ترویلوس و کرسیدا، شاهزاده هال در هر دو بخش نمایشنامه هنری چهارم و نقش اصلی در هنری پنجم اشاره کرد که برای بازی در این نمایش نامزد جایزه تئاتری ایونینگ استاندارد برای بهترین بازیگر مرد شد. همچنین او نقش‌های اصلی در نمایش‌های سیجانوس اثر بن جانسن و کوریولانوس را برای رویال شکسپیر کامپنی بازی کرده است. در نمایش Bacchai اثر اوریپید که توسط سر پیتر هال کارگردانی شد، نقش پنتئوس/آگاوه را در تئاتر ملی ایفا کرد. هیوستون در ژانویه ۲۰۱۴ جایگزین ایان گلن در نقش اصلی نمایش Fortune's Fool در تئاتر اولد ویک شد.
بین ماه‌های مه تا ژوئیه ۲۰۱۴، او نقش تیتوس را در نمایش تیتوس آندرونیکوس نوشتهٔ ویلیام شکسپیر، به کارگردانی لوسی بیلی، در تئاتر شکسپیرز گلوب ایفا کرد.
در آوریل ۲۰۰۹، در قسمت دوم سری سوم مجموعه تلویزیونی رابین هود با عنوان «علت و معلول» حضور داشت. همچنین در اقتباس بی‌بی‌سی از رمان شمال و جنوب نوشتهٔ الیزابت گاسکل، در کنار دانیلا دنبی-اش و ریچارد آرمیتاژ، نقش بوچر را بازی کرد. او همچنین در مجموعه‌های بی‌بی‌سی تلفات ۱۹۰۹ و تلفات ۱۹۰۷ در نقش دکتر میلیاس کولپین ظاهر شد.
هیوستون در فیلم شرلوک هولمز (۲۰۰۹) در نقش کلارکی کلارک مقابل رابرت داونی جونیور و جود لا بازی کرد که کارگردانی آن بر عهدهٔ گای ریچی بود (در این فیلم با نام ویلیام هیوستون معرفی شد). او همین نقش را در دنبالهٔ فیلم، شرلوک هولمز: بازی سایه‌ها (۲۰۱۱) تکرار کرد.
او همچنین همکاری‌هایی با شرکت فرام سافتور داشته و صداپیشگی شخصیت‌های مختلفی را در بازی‌های ویدئویی انجام داده است، از جمله مارولوس چستر در بسته الحاقی بازی دارک سولز (۲۰۱۱)، کینگ وندریک در دارک سولز ۲ (۲۰۱۴) و نسخه بازنشر شدهٔ آن Scholar of the First Sin. او همچنین صدای شخصیت‌های شکارچی بازنشسته جورا و نگهبان در بازی بلادبورن (۲۰۱۵) و دشمن غول‌پیکر انتخابی Oceiros, the Consumed King در بازی دارک سولز ۳ (۲۰۱۶) را به عهده داشته است.
در سال ۲۰۲۰، هیوستون نقش تد داشکیویچ را در مجموعه تلویزیونی بی‌بی‌سی به نام مسمومیت سالیزبوری ایفا کرد.